# Roedozem
Roedozem of Rudozem (Bulgaars: Рудозем) is een stad en een gemeente in de oblast Smoljan in het zuiden van Bulgarije. Roedozem ligt aan de voet van het Rhodopegebergte en is niet ver van de Griekse grens verwijderd.

## Geografie
De gemeente Roedozem is gelegen in het zuidelijke deel van de oblast Smoljan. Met een oppervlakte van 182,919 vierkante kilometer is het de zesde van de tien gemeenten van de oblast, oftewel 5,73% van het grondgebied.  De grenzen zijn als volgt:
- het noordwesten - gemeente Smoljan;
- het noordoosten - gemeente Madan;
- het oosten - gemeente Zlatograd;
- het zuiden - Griekenland.

## Bevolking
Op 31 december 2020 telde de stad Roedozem 3.363 inwoners, terwijl de gemeente 8.794 inwoners had. 

### Religie
De meest recente volkstelling is afkomstig uit februari 2011 en was optioneel. Van de 10.069 inwoners reageerden er 6.867 op de optionele volkstelling. Van deze 6.867 respondenten waren er 5.675 islamitisch, oftewel 82,6% van de bevolking. 
| Religieuze samenstelling in februari 2011 | Religieuze samenstelling in februari 2011 | Religieuze samenstelling in februari 2011 | Religieuze samenstelling in februari 2011 | Religieuze samenstelling in februari 2011 |
| ----------------------------------------- | ----------------------------------------- | ----------------------------------------- | ----------------------------------------- | ----------------------------------------- |
|                                           |                                           |                                           |                                           |                                           |
| Bulgaars-Orthodoxe Kerk                   | Bulgaars-Orthodoxe Kerk                   |                                           | 9,2%                                      | 9,2%                                      |
| Katholieke Kerk                           | Katholieke Kerk                           |                                           | 0,1%                                      | 0,1%                                      |
| Protestantisme                            | Protestantisme                            |                                           | 0,1%                                      | 0,1%                                      |
| Islam                                     | Islam                                     |                                           | 82,6%                                     | 82,6%                                     |
| Geen                                      | Geen                                      |                                           | 1,2%                                      | 1,2%                                      |
| Anders/ Onbekend                          | Anders/ Onbekend                          |                                           | 6,8%                                      | 6,8%                                      |

Banite · Borino · Devin · Dospat · Madan · Nedelino · Roedozem · Smoljan · Tsjepelare · Zlatograd